# Gibbula ardens
Gibbula ardens è una specie di mollusco gasteropode della famiglia Trochidae.

## Habitat e distribuzione
Comune nel Mar Mediterraneo nelle praterie di Posidonia oceanica.

## Alimentazione
Si nutre delle incrostazioni organiche delle foglie di P. oceanica.